# Тролльхауген
Тролльгеуґен (норв. Troldhaugen); Пагорб Тролів) — будинок норвезького композитора Едварда Ґріґа, що знаходиться у його рідному місті Бергені. Прах композитора і його дружини похований у скелястому пагорбі біля будинку. Будинок, робоча хатинка, садиба й навколишня місцевість — тепер відкритий музей Ґріґа.

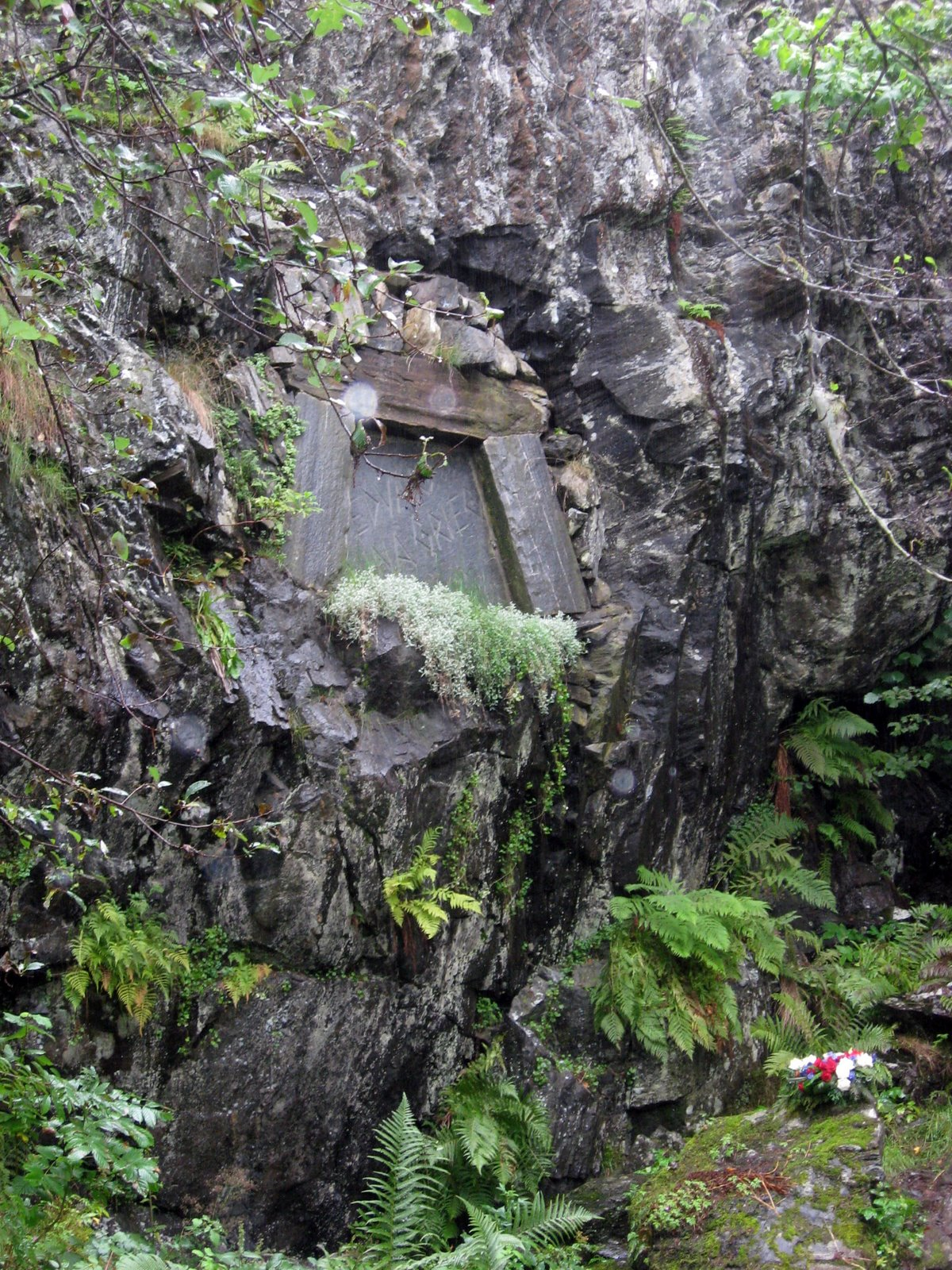
Могила ґріґа та його дружини поблизу Тролльгауґена

Сам Едвард Ґріґ назвав цей будинок «своїм найважливішим витвором» і брав участь у його створенні, хоча будинок було розроблено його кузеном Шаком Булом. Назва походить від Trold («Троль») і Haug («маленький пагорб»). Зі слів Ґріґа, діти, що жили поблизу, називали місцевість, де розташований Тролльгауґен «Долиною тролів».
В 1985 у Долині тролів було побудовано невеликий концертний зал. Нижче концертного залу на схилі пагорба розташована невелика робоча хатинка композитора, де Ґріґ написав велику кількість своїх творів.